# Dejan Manaskov
Dejan Manaskov (mazedonisch Дејан Манасков; * 26. August 1992 in Créteil, Frankreich) ist ein mazedonischer Handballspieler. Sein Vater ist der ehemalige Handballnationalspieler Pepi Manaskov und sein jüngerer Bruder ist Martin Manaskov.
Der 1,81 m große und 78 kg schwere Rechtshänder wird zumeist auf Linksaußen eingesetzt.

## Karriere
Dejan Manaskov begann mit 10 Jahren mit dem Handballspiel beim RK Borec Veles. Ab 2008 lief er für RK Metalurg Skopje auf. Mit Metalurg gewann er viermal die mazedonische Meisterschaft und viermal den Pokal. Außerdem erreichte er das Viertelfinale im Europapokal der Pokalsieger 2008/09, in der EHF Champions League 2012/13 und in der EHF Champions League 2013/14. Nachdem Metalurg in der Saison 2014/15 in finanzielle Schwierigkeiten geraten war, verließ er Skopje und unterschrieb einen Vertrag bis zum Saisonende beim deutschen Bundesligisten HSG Wetzlar, zu dem zuvor bereits sein ehemaliger Mitspieler Vladan Lipovina gewechselt war. Zur Saison 2015/16 kehrte er nach Skopje zurück und schloss sich RK Vardar Skopje an. In der SEHA-Liga 2015/16 gelangen ihm gegen RK Maks Strumica 17 Tore. Im Sommer 2016 wechselte er zum deutschen Bundesligisten Rhein-Neckar Löwen. Ab der Saison 2017/18 stand er beim ungarischen Verein Telekom Veszprém unter Vertrag. Mit Veszprém gewann er 2019 die ungarische Meisterschaft, 2018, 2019 und 2022 den ungarischen Pokal, in der Champions League 2018/19 verlor er das Endspiel gegen RK Vardar Skopje. Am 11. November 2020 stellte er mit 16/8 Toren einen neuen Vereinsrekord für Veszprém auf. Zur Saison 2022/23 kehrte er zu Vardar Skopje zurück.
Mit der Mazedonischen Nationalmannschaft nahm Dejan Manaskov an der Europameisterschaft 2012 (5. Platz; 4 Tore), der Weltmeisterschaft 2013 (14. Platz, 26 Tore), der Europameisterschaft 2014 (10. Platz; 19 Tore) und der Weltmeisterschaft 2015 teil. Bisher bestritt er 74 Länderspiele, in denen er 279 Tore erzielte.
Dejan Manaskov, der mit zwei Jahren mit seiner Familie nach Deutschland zog und in Niedersachsen in den Kindergarten ging, spricht fließend Deutsch.

## Erfolge
- Mazedonischer Meister 2010, 2011, 2012, 2014 und 2016
- Mazedonischer Pokalsieger 2009, 2010, 2011, 2013 und 2016
- Deutscher Meister 2017
- Ungarischer Meister 2019
- Ungarischer Pokalsieger 2021, 2022
- SEHA-Liga 2019/20 und 2020/21